# 広島県道331号下三永吉川線
広島県道331号下三永吉川線（ひろしまけんどう331ごう しもみながよしかわせん）は、広島県東広島市を通る一般県道である。

## 概要
東広島市西条町下三永から東広島市八本松町吉川に至る。

### 路線データ
- 起点：東広島市西条町下三永（国道2号交点）
- 終点：東広島市八本松町吉川（清水原交差点、広島県道335号津江八本松線交点）
- 総延長：9.7 km

## 歴史
- 1960年（昭和35年）10月10日 - 広島県告示第682号により広島県道276号下三永吉川線として認定される。
- 1972年（昭和47年）11月1日 - 広島県の県道番号再編により現行の路線番号に変更される。
- 1974年（昭和49年）4月20日 - 賀茂郡のうちの西条町・志和町・高屋町・八本松町が対等合併して東広島市が発足したことに伴い全区間が東広島市域のみを通る路線になり、併せて起終点の地名表記も変更される。

## 路線状況
三永水源池があるせいもあるのか、国道375号を境に東側は未整備箇所が多く大型車の通行は禁止されているのに対し、西側はよく整備された道になっている。

### 道路施設

#### 橋梁
- 吾妻子橋（黒瀬川、東広島市）
- 新長者橋（黒瀬川、東広島市）
- 新武士橋（古河川、東広島市）
- 弘法橋（古河川、東広島市）

## 地理

### 通過する自治体
- 東広島市

### 交差する道路
| 交差する道路               | 交差する場所 | 交差する場所           |
| -------------------------- | ------------ | ---------------------- |
| 国道2号                    | 西条町下三永 | 起点                   |
| 広島県道32号安芸津下三永線 | 西条町下三永 | 下三永（西）交差点     |
| 国道375号                  | 西条町田口   | 東子（あずまこ）交差点 |
| 広島県道67号馬木八本松線   | 西条町田口   | 西中郷交差点           |
| 広島県道338号吉川大多田線  | 八本松町吉川 | 吉川交差点             |
| 広島県道335号津江八本松線  | 八本松町吉川 | 清水原交差点 / 終点    |

### 沿線
- 三永水源池 - 呉市の水がめとして建設された貯水池。周辺には藤棚がある。
- エリザベト音楽大学西条学舎
- 広島県立西条特別支援学校
- 広島県立身体障害者リハビリテーションセンター
- 吾妻子の滝
- 広島大学
- 田口研究団地
- 広島カンツリークラブ八本松コース
- 吉川工業団地
- 広島東映カントリークラブ